# Mimela taiwana
Mimela taiwana är en skalbaggsart som beskrevs av K. Sawada 1943. Mimela taiwana ingår i släktet Mimela och familjen Rutelidae. Inga underarter finns listade i Catalogue of Life.